# Техник скорой помощи
«Техник скорой помощи» — это медицинский работник, оказывающие неотложную медицинскую помощь. Техники скорой помощи чаще всего работают в машинах скорой помощи.
В англоязычных странах парамедики представляют собой отдельную профессию с дополнительными требованиями к образованию, квалификации и объему практики.
Парамедики часто работают в государственных службах экстренной помощи, муниципальных службах экстренной помощи, правительственных учреждениях, больницах и пожарных службах. Некоторые парамедики получают заработную плату, другие (особенно в сельской местности) работают на добровольных началах. Парамедики оказывают медицинскую помощь в соответствии с набором протоколов, обычно составленных врачом.

## Средства контроля безопасности
Парамедики подвергаются многим опасностям, включая подъём пациентов и оборудования, лечение пациентов с инфекционными заболеваниями, работу с опасными материалами и их транспортировку наземным или воздушным транспортом. Работодатели могут предотвратить профессиональные заболевания и травмы путём предоставления безопасного оборудования для работы с пациентами, проведения обучающих программ, информирующих парамедиков об опасностях на рабочем месте, и предоставления СИЗ, таких как респираторы, перчатки и изолирующая одежда при работе с биологически опасными веществами.
После пандемии COVID-19 инфекционные заболевания стали предметом серьёзной озабоченности. В ответ на это Центры по контролю и профилактике заболеваний США, а также другие агентства и организации выпустили рекомендации по управлению рисками, связанными с COVID-19, на рабочем месте. Конкретные рекомендации включают изменение запросов на вызов, обследование симптомов, повсеместное использование СИЗ, гигиену рук, физическое дистанцирование и строгие протоколы деконтаминации. Исследования систем вентиляции автомобилей скорой помощи показали, что аэрозоли часто циркулируют внутри отделения и представляют опасность для здоровья фельдшеров при транспортировке пациентов, которые могут передаваться воздушно-капельным путём. Однонаправленные воздушные потоки могут лучше защитить работников.